# Расселлвілл (Міссурі)
Расселлвілл (англ. Russellville) — місто (англ. city) в США, в окрузі Коул штату Міссурі. Населення — 778 осіб (2020).

## Географія
Расселлвілл розташований за координатами 38°30′46″ пн. ш. 92°26′19″ зх. д. / 38.51278° пн. ш. 92.43861° зх. д. (38.512762, -92.438506).  За даними Бюро перепису населення США в 2010 році місто мало площу 2,07 км², уся площа — суходіл.

## Демографія
Згідно з переписом 2010 року, у місті мешкало 807 осіб у 323 домогосподарствах у складі 212 родин. Густота населення становила 390 осіб/км².  Було 360 помешкань (174/км²).
Расовий склад населення:
| - 96,9 % — білих - 1,7 % — чорних або афроамериканців - 0,2 % — вихідців з тихоокеанських островів - 0,1 % — корінних американців |

До двох чи більше рас належало 0,7 %. Частка іспаномовних становила 0,4 % від усіх жителів.
За віковим діапазоном населення розподілялося таким чином: 30,2 % — особи молодші 18 років, 60,3 % — особи у віці 18—64 років, 9,5 % — особи у віці 65 років та старші. Медіана віку мешканця становила 33,3 року. На 100 осіб жіночої статі у місті припадало 93,5 чоловіків;  на 100 жінок у віці від 18 років та старших — 85,2 чоловіків також старших 18 років.
Середній дохід на одне домашнє господарство  становив 48 458 доларів США (медіана — 39 375), а середній дохід на одну сім'ю — 57 477 доларів (медіана — 58 125). Медіана доходів становила 42 500 доларів для чоловіків та 32 596 доларів для жінок. За межею бідності перебувало 19,5 % осіб, у тому числі 32,1 % дітей у віці до 18 років та 10,1 % осіб у віці 65 років та старших.
Цивільне працевлаштоване населення становило 410 осіб. Основні галузі зайнятості: публічна адміністрація — 22,7 %, освіта, охорона здоров'я та соціальна допомога — 19,0 %, роздрібна торгівля — 10,5 %, будівництво — 10,0 %.